# تلمبه تهرودیها
تلمبه تهرودیها، یک آبادی از توابع بخش راین ، شهرستان کرمان در استان کرمان ایران است.

## جمعیت
این آبادی در دهستان راین قرار دارد و براساس سرشماری مرکز آمار ایران در سال ۱۳۹۵، جمعیت آن ۵۸ نفر (۱۸ خانوار) بوده‌است.